# Patrick Smith (peleador)
Patrick «Pat» Smith (Coalgate, Oklahoma, 28 de agosto de 1963-Colorado, 18 de junio de 2019)  fue un artista marcial mixto, kickboxer y boxeador estadounidense. Smith comenzó su carrera en las artes marciales mixtas participando en los dos primeros eventos de Ultimate Fighting Championship. El 18 de junio de 2019, Smith murió de cáncer a los 55 años.

## Inicios
Smith fue cinturón negro de tercer grado en taekwondo y también obtuvo cinturones negros en hapkido, American kenpo y tang soo do. En 1993, Smith ocupó el puesto número 1 como kickboxer de peso superpesado en los Estados Unidos y ocupó el puesto número 5 a nivel internacional. Fue el campeón de peso pesado del Enshin Karate Sabaki Challenge de 1993, un torneo anual de full contact celebrado en Denver que permite agarrar, barrer y lanzar, y compitió en el torneo de la Copa Mundial de Karate Full Contact Seidokaikan de 1993 en Japón.

## Carrera en kickboxing
Patrick Smith saltó a la fama por primera vez en los Estados Unidos por su destreza en el kickboxing. En 1994 ingresó al K-1 Grand Prix '94 donde causó una de las mayores sorpresas en la historia del K-1 al derribar tres veces y luego noquear a Andy Hug en su combate de cuartos de final. Smith no pudo aprovechar este éxito ya que fue derrotado por el eventual campeón Peter Aerts en las semifinales. Algunos expertos, más notoriamente Dave Meltzer, han expresado su creencia de que la derrota de Hug habría sido en realidad una pelea arreglada para aumentar la popularidad de Smith.
Después de la victoria de Hug, la carrera K-1 de Smith nunca despegó. Perdió ante Andy Hug en una revancha en el evento K-1 Revenge y luego no se clasificó para el K-1 Grand Prix del año siguiente en K-1 Grand Prix '95 Opening Battle. Su última pelea en K-1 fue contra la estrella local en ascenso Musashi, un combate que perdió por nocaut, y fue liberado de su contrato de K-1, terminando con un registro de 1-4 con la organización. A pesar del poco éxito internacional, Smith tuvo más éxito en su país, acumulando un registro en kickboxing de 66-8 cuando se retiró en 2000.

## Carrera en artes marciales mixtas

### Ultimate Fighting Championship
Smith participó en el primer evento de Ultimate Fighting Championship, UFC 1, en noviembre de 1993. El evento contó con un torneo de eliminación simple de ocho hombres con muy pocas reglas, otorgando cincuenta mil dólares al ganador. Art Davie, el promotor, colocó anuncios en revistas de artes marciales y envió cartas a cualquier persona en cualquier directorio de artes marciales que pudiera encontrar para reclutar competidores para el evento. Dado que el evento se llevó a cabo en la ciudad natal de Smith, Denver, fue una incorporación fácil. El primer y único combate de Smith fue contra Ken Shamrock, quien derribó a Smith fácilmente y lo sometió con un gancho al tobillo.
A pesar de su derrota, la actuación de Smith hizo que lo invitaran a UFC 2, ahora un torneo de 16 peleadores, donde ingresó con la intención expresa de enfrentarse al ganador del anterior evento, Royce Gracie. Smith había pasado el tiempo entre espectáculos trabajando en su lucha para desempeñarse mejor en el suelo, logrando una victoria por estrangulamiento de guillotina contra Ray Wizard. En la segunda ronda se enfrentó al practicante de ninjutsu Scott Morris, a quien Smith derribó con rodillazos desde el amarre, proyectándolo al suelo sobre una posición montada, y luego descargó muchos golpes y codazos, dejándolo inconsciente. Este final es considerado uno de los más brutales en la historia de UFC. Smith luego luchó contra Johnny Rhodes, a quien sometió con una segunda estrangulación de guillotina después de un breve intercambio de golpes. Finalmente, Smith llegó a la final contra Royce Gracie, la cual fue corta y unilateral, con Gracie derribándolo y conectando varios golpes de palma desde la montura antes de que el kickboxer se rindiera.
Smith regresó a UFC 6 enfrentándose a Rudyard Moncayo, un practicante ecuatoriano de karate kenpo. Abrió la pelea con una patada frontal en el pecho de Moncayo, derribándolo y enviándolo hacia la cerca. Smith luego siguió con un derribo y ganó la posición de montaje, y finalmente logró una estrangulación cuando Moncayo trató de escapar, lo que lo hizo rendirse. Sin embargo, después del combate Smith tuvo que retirarse del torneo debido a calambres estomacales causados por una lesión sufrida durante la pelea. Fue reemplazado por Anthony Macias.

### Post-UFC
Smith pasó a luchar por K-1 y los tres primeros espectáculos por invitación de Bas Rutten, además de luchar en algunos de los eventos del Campeonato Mundial de Vale Tudo (WVC) que mostraban luchas sin restricciones. En WVC 3, Smith se enfrentó a Fabio Gurgel en un combate que se hizo famoso por su final inusual. Smith agarró las cuerdas del cuadrilátero para evitar que lo derribaran y golpeó la columna de Gurgel repetidamente con el codo, pero los miembros de la multitud se acercaron e intentaron quitarle las manos a Smith de las cuerdas, lo que provocó que se detuviera el combate. El árbitro consultó con el promotor Sérgio Batarelli sobre la situación y se decidió suspender la pelea y declarar ganador a Gurgel. En un torneo de eliminación de ocho luchadores en WVC 5 realizado en Recife, Brasil, el 3 de febrero de 1998, Smith se retiró antes de su pelea semifinal programada contra Igor Vovchanchyn después de sufrir una fractura en la mano en su victoria de cuartos de final sobre Marco Selva.
El 11 de abril de 2008, Smith entró como reemplazo tardío de Gary Goodridge y derrotó a Eric «Butterbean» Esch por rendición debida a golpes en un «Masters Superfight» en el evento inaugural de YAMMA Pit Fighting.
El 10 de octubre de 2015, Smith salió de su retiro a los 51 años para luchar contra Dave Huckaba en Gladiator Challenge - Collision Course. Fue derrotado por nocaut a las 1:33 del primer asalto.

## Registro de artes marciales mixtas
| Resultado | Récord | Oponente          | Método                                  | Evento                                               | Fecha                    | Asalto | Tiempo | Localización                                | Notas |
| --------- | ------ | ----------------- | --------------------------------------- | ---------------------------------------------------- | ------------------------ | ------ | ------ | ------------------------------------------- | ----- |
| Derrota   | 20-17  | Sean Loeffler     | KO (patada a la cabeza)                 | Gladiator Challenge: Freedom Strikes                 | 23 de julio de 2016      | 1      | 0:08   | El Cajón, California, Estados Unidos        |       |
| Derrota   | 20-16  | Dave Huckaba      | KO (golpe)                              | Gladiator Challenge: Collision Course                | 10 de octubre de 2015    | 1      | 1:33   | Lincoln, California, Estados Unidos         |       |
| Derrota   | 20-15  | Kevin Jordan      | Decisión (unánime)                      | American Steel Cagefighting 1: Battle of the Legends | 31 de julio de 2009      | 3      | 5:00   | Salem, Nuevo Hampshire, Estados Unidos      |       |
| Victoria  | 20-14  | Brad Imes         | KO (golpes)                             | Titan FC 13                                          | 13 de marzo de 2009      | 1      | 0:28   | Kansas City, Misuri, Estados Unidos         |       |
| Victoria  | 19-14  | Aaron Winterlee   | Rendición (neck crank)                  | FM: Productions                                      | 7 de marzo de 2009       | 1      | 2:22   | Springfield, Misuri, Estados Unidos         |       |
| Derrota   | 18-14  | Jeremiah Constant | TKO (rendición a golpes)                | HRP: Snakebite Fight 2                               | 11 de octubre de 2008    | 1      | 0:42   | Tulsa, Oklahoma, Estados Unidos             |       |
| Victoria  | 18-13  | Aaron Winterlee   | Rendición (guillotine choke)            | Extreme Fighting League                              | 16 de agosto de 2008     | 2      | 1:11   | Miami, Oklahoma, Estados Unidos             |       |
| Victoria  | 17-13  | Butterbean        | TKO (rendición a golpes y codazos)      | YAMMA Pit Fighting                                   | 11 de abril de 2008      | 1      | 3:17   | Atlantic City, Nueva Jersey, Estados Unidos |       |
| Victoria  | 16-13  | Derrick Ruffin    | TKO (golpes)                            | FM: Productions                                      | 1 de febrero de 2008     | 2      | 1:02   | Misuri, Estados Unidos                      |       |
| Victoria  | 15-13  | David Tyner       | TKO (golpes)                            | Oklahoma KO: Nightmare in the Jungle 1               | 27 de octubre de 2007    | 2      | 2:45   | Adair, Oklahoma, Estados Unidos             |       |
| Victoria  | 14-13  | Scott Arnold      | TKO (golpes)                            | UGC 18: Xtreme Victory                               | 18 de mayo de 2007       | 1      | 2:12   | Quebec, Canadá                              |       |
| Derrota   | 13-13  | Tom Clemens       | Rendición (kneebar)                     | XFS 5: Heavy Hitters                                 | 12 de mayo de 2007       | 2      | 1:35   | Boise, Idaho, Estados Unidos                |       |
| Victoria  | 13-12  | Brian Stromberg   | KO (golpes)                             | Xtreme Fight Series 3                                | 15 de diciembre de 2006  | 1      | 4:00   | Boise, Idaho, Estados Unidos                |       |
| Victoria  | 12-12  | Vernon Earwood    | TKO (rodillazo y golpes)                | RMBB: Hellraisers                                    | 21 de octubre de 2006    | 1      | 2:33   | Denver, Colorado, Estados Unidos            |       |
| Victoria  | 11-12  | Richard Gomez     | Rendición (guillotine choke)            | Fightfest 6                                          | 23 de septiembre de 2006 | 1      | 0:47   | Corpus Christi, Texas, Estados Unidos       |       |
| Victoria  | 10-12  | Allan Sullivan    | KO (golpes)                             | ROF 10: Intensity                                    | 18 de octubre de 2003    | 1      | 3:35   | Colorado, Estados Unidos                    |       |
| Derrota   | 9-12   | Marcus Silveira   | DC (rodillazos al oponente en el suelo) | World Extreme Fighting 5                             | 12 de junio de 1999      | 1      | 0:50   | DeLand, Florida, Estados Unidos             |       |
| Victoria  | 9-11   | Chuck Gale        | TKO (codazos y golpes)                  | Bas Rutten Invitational 3                            | 1 de junio de 1999       | 1      | 7:31   | Littleton, Colorado, Estados Unidos         |       |
| Derrota   | 8-11   | Maxim Tarasov     | Rendición (heel hook)                   | IAFC: Pankration World Championship 1999             | 1 de mayo de 1999        | 1      | 3:31   | Moscú, Rusia                                |       |
| Derrota   | 8-10   | Moti Horenstein   | KO (patada a la cabeza)                 | Bas Rutten Invitational 2                            | 24 de abril de 1999      | 1      | 0:26   | Littleton, Colorado, Estados Unidos         |       |
| Derrota   | 8-9    | Matt Asher        | TKO (golpes)                            | Bas Rutten Invitational 1                            | 6 de febrero de 1999     | 1      | 0:11   | Littleton, Colorado, Estados Unidos         |       |
| Victoria  | 8-8    | Joe Grant         | TKO (rendición a golpes)                | Bas Rutten Invitational 1                            | 6 de febrero de 1999     | 1      | 0:35   | Littleton, Colorado, Estados Unidos         |       |
| Victoria  | 7-8    | David Dodd        | Decisión (unánime)                      | Extreme Challenge 22                                 | 21 de noviembre de 1998  | 1      | 16:00  | West Valley City, Utah, Estados Unidos      |       |
| Victoria  | 6-8    | Tony Mendoza      | TKO (golpes)                            | ES: National Championships                           | 24 de octubre de 1998    | 1      | 7:27   | Dakota del Sur, Estados Unidos              |       |
| Victoria  | 5-8    | Marco Selva       | TKO (rendición a golpes)                | World Vale Tudo Championship 5                       | 3 de febrero de 1998     | 1      | 4:35   | Recife, Brasil                              |       |
| Derrota   | 4-8    | Marco Ruas        | Rendición (heel hook)                   | World Vale Tudo Championship 4                       | 16 de marzo de 1997      | 1      | 0:39   | Río de Janeiro, Brasil                      |       |
| Derrota   | 4-7    | Fabio Gurgel      | TKO (interferencia del público)         | World Vale Tudo Championship 3                       | 19 de enero de 1997      | 1      | 0:50   | Río de Janeiro, Brasil                      |       |
| Derrota   | 4-6    | Dave Beneteau     | TKO (rendición a golpes)                | U: Japan                                             | 17 de noviembre de 1996  | 1      | 1:09   | Tokio, Japón                                |       |
| Derrota   | 4-5    | Kiyoshi Tamura    | Rendición (heel hook)                   | K-1 Hercules                                         | 9 de diciembre de 1995   | 1      | 0:55   | Nagoya, Japón                               |       |
| Derrota   | 4-4    | Kimo Leopoldo     | TKO (rendición a golpes)                | UFCF 1                                               | 8 de septiembre de 1995  | 1      | 2:59   | Sapporo, Japón                              |       |
| Victoria  | 4-3    | Rudyard Moncayo   | Rendición (rear-naked choke)            | UFC 6                                                | 14 de julio de 1995      | 1      | 1:08   | Casper, Wyoming, Estados Unidos             |       |
| Derrota   | 3-3    | Kimo Leopoldo     | TKO (rendición a golpes)                | K-1 Legend                                           | 10 de diciembre de 1994  | 1      | 3:00   | Nagoya, Japón                               |       |
| Derrota   | 3-2    | Royce Gracie      | TKO (rendición a golpes)                | UFC 2                                                | 11 de marzo de 1994      | 1      | 1:17   | Denver, Colorado, Estados Unidos            |       |
| Victoria  | 3-1    | Johnny Rhodes     | Rendición (guillotine choke)            | UFC 2                                                | 11 de marzo de 1994      | 1      | 1:07   | Denver, Colorado, Estados Unidos            |       |
| Victoria  | 2-1    | Scott Morris      | TKO (codazos)                           | UFC 2                                                | 11 de marzo de 1994      | 1      | 0:30   | Denver, Colorado, Estados Unidos            |       |
| Victoria  | 1-1    | Ray Wizard        | Rendición (guillotine choke)            | UFC 2                                                | 11 de marzo de 1994      | 1      | 0:58   | Denver, Colorado, Estados Unidos            |       |
| Derrota   | 0-1    | Ken Shamrock      | Rendición técnica (heel hook)           | UFC 1                                                | 12 de noviembre de 1993  | 1      | 1:49   | Denver, Colorado, Estados Unidos            |       |